# Prix littéraires du Gouverneur général 2011
Les finalistes aux Prix littéraires du Gouverneur général pour 2011, un des principaux prix littéraires canadiens, ont été annoncés le 11 octobre 2011. Les lauréats ont été annoncés le 15 novembre 2011.

## Français

### Prix du Gouverneur général: romans et nouvelles de langue française
- Perrine Leblanc, L'homme blanc
- Alain Beaulieu, Le Postier Passila
- Jean-Simon DesRochers, Les Sabliers de solitude
- Tassia Trifiatis, Mère-grand
- Mélanie Vincelette, Polynie

### Prix du Gouverneur général: poésie de langue française
- Louise Dupré, Plus haut que les flammes
- Martine Audet, Je demande pardon à l'espèce qui brille (Les Grands Cimetières II)
- Roger Des Roches, Le Nouveau Temps du verbe être
- Patrick Lafontaine, Grève du zèle
- Jean-François Poupart, L'Or de Klimt

### Prix du Gouverneur général: théâtre de langue française
- Normand Chaurette, Ce qui meurt en dernier
- Steve Gagnon, La Montagne rouge (SANG)
- Pierre-Luc Lasalle, Judith aussi
- Étienne Lepage, L'Enclos de l'éléphant
- Wajdi Mouawad, Journée de noces chez les Cromagnons

### Prix du Gouverneur général: études et essais de langue française
- Georges Leroux, Wanderer : essai sur le Voyage d’hiver de Franz Schubert
- Karine Cellard, Leçons de littérature : un siècle de manuels scolaires au Québec
- Henri Dorion et Jean-Paul Lacasse, Le Québec : territoire incertain
- Catherine Leclerc, Des langues en partage? Cohabitation du français et de l'anglais en littérature contemporaine
- Patrick Tillard, De Bartleby aux écrivains négatifs : une approche de la négation

### Prix du Gouverneur général: littérature jeunesse de langue française - texte
- Martin Fournier, Les Aventures de Radisson - 1. L’enfer ne brûle pas
- Anne Bernard-Lenoir, Enigmae.com - 3. L'Orteil de Paros
- Camille Bouchard, Un massacre magnifique
- Mario Brassard, La Saison des pluies
- Pierre Marmiesse, Sous le signe d’Exu - 1. Initiation

### Prix du Gouverneur général: littérature jeunesse de langue française - illustration
- Caroline Merola, Lili et les poilus
- Sophie Casson, Quelle pagaille!
- Shea Chang, Tarentelle
- Élisabeth Eudes-Pascal, Bill Chocottes, le héros qui avait peur
- Rogé, Haïti, mon pays

### Prix du Gouverneur général: traduction de l'anglais vers le français
- Maryse Warda, Toxique ou l'incident dans l'autobus (Greg MacArthur, The Toxic Bus Incident)
- Geneviève Letarte, Le Week-end en Bourgogne (Mavis Gallant, Going Ashore)
- Sophie Voillot, Le Droit Chemin (David Homel, Mid Way)

## Anglais

### Prix du Gouverneur général: romans et nouvelles de langue anglaise
- Patrick deWitt, The Sisters Brothers
- David Bezmozgis, The Free World
- Esi Edugyan, Half-Blood Blues
- Marina Endicott, The Little Shadows
- Alexi Zentner, Touch

### Prix du Gouverneur général: poésie de langue anglaise
- Phil Hall, Killdeer
- Michael Boughn, Cosmographia: A Post-Lucretian Faux Micro-Epic
- Kate Eichhorn, Fieldnotes, A Forensic
- Garry Thomas Morse, Discovery Passages
- Susan Musgrave, Origami Dove

### Prix du Gouverneur général: théâtre de langue anglaise
- Erin Shields, If We Were Birds
- Brendan Gall, Minor Complications: Two Plays
- Jonathan Garfinkel, House of Many Tongues
- Donna-Michelle St. Bernard, Gas Girls
- Vern Thiessen, Lenin’s Embalmers

### Prix du Gouverneur général: études et essais de langue anglaise
- Charles Foran, Mordecai: The Life & Times
- Nathan M. Greenfield, The Damned: The Canadians at the Battle of Hong Kong and the POW Experience, 1941-45
- Richard Gwyn, Nation Maker: Sir John A. Macdonald: His Life, Our Times, Volume Two: 1867-1891
- JJ Lee, The Measure of a Man: The Story of a Father, a Son, and a Suit
- Andrew Nikiforuk, Empire of the Beetle: How Human Folly and a Tiny Bug Are Killing North America's Great Forests

### Prix du Gouverneur général: littérature jeunesse de langue anglaise - texte
- Christopher Moore, From Then to Now: A Short History of the World
- Jan L. Coates, A Hare in the Elephant’s Trunk
- Deborah Ellis, No Ordinary Day
- Kenneth Oppel, This Dark Endeavour
- Tim Wynne-Jones, Blink & Caution

### Prix du Gouverneur général: littérature jeunesse de langue anglaise - illustration
- Cybèle Young, Ten Birds
- Isabelle Arsenault, Migrant
- Kim La Fave, Fishing with Gubby
- Renata Liwska, Red Wagon
- Frank Viva, Along a Long Road

### Prix du Gouverneur général: traduction du français vers l'anglais
- Donald Winkler, Partita for Glenn Gould (Partita pour Glenn Gould, Georges Leroux)
- Judith Cowan, Meridian Line (Origine des méridiens, Paul Bélanger)
- David Scott Hamilton, Exit (Paradis, clef en main, Nelly Arcan)
- Lazer Lederhendler, Apocalypse for Beginners (Tarmac, Nicolas Dickner)
- Lazer Lederhendler, Dirty Feet (Les Pieds sales, Edem Awumey)